# 초 모 툰
초 모 툰(버마어: ကျော်မိုးထွန်း, 1969년 7월 28일 ~ )은 미얀마의 외교관으로 현재 유엔 주재 미얀마 대사를 맡고 있다. 유엔 대사로 임명되기 전에는 2016년부터 2018년까지 미얀마 외무부에서 국제 기구·경제 개발국장을 역임했다.
2021년에 초 모 툰이 유엔 주재 대사로 재직하던 도중에 미얀마 군부가 쿠데타를 일으켜 민주적으로 선출된 민간 정부를 전복시켰다. 초 모 툰은 민간 정부에 대한 충성심을 유지했다. 미얀마 군부 독재 정권은 그를 직책에서 해임하려고 시도했지만 초 모 툰은 유엔에서 그의 자리를 유지했다.

## 생애 초반과 교육
초 모 툰은 1969년 7월 28일에 태어났다. 양곤 대학교에서 국제관계학 학사 학위를 받았으며 일본 고쿠사이 대학에서 경영학 석사 학위를 받았다. 그의 아버지는 1962년 미얀마 최초의 쿠데타를 일으킨 육군 원수와 관련된 사회주의 정당에서 일하며 거의 반세기에 걸친 고립주의 군부 통치를 시작했다.

## 경력
초 모 툰은 1993년 11월에 미얀마 외무부 국장·제3비서관으로 합류했으며 1997년 7월부터 2001년 5월까지 인도네시아 자카르타 주재 미얀마 대사관에서 제3·제2비서관을 역임했다. 2001년부터 2002년까지 미얀마 외무부에서 의전국장·차장을 역임했다. 2005년 7월부터 2009년 1월까지 미국 뉴욕에 위치한 유엔 주재 미얀마 대표부에서 제1서기·참사관으로 근무했다.
2011년부터 2012년까지 싱가포르 주재 미얀마 대사관의 고문·장관 고문으로 자리를 옮겼다. 그 후 2012년 4월부터 2015년 3월까지 유엔 주재 미얀마 대표부에서 장관 고문을 역임했다. 2015년 1월에는 미얀마 외무부 국제 기구·경제 개발국장으로 임명되었고 2015년 3월에는 부국장으로, 2016년 9월에는 국장으로 각각 승진했다.
초 모 툰은 2018년 7월 28일에는 스위스 제네바 주재 유엔 본부 및 기타 국제 기구에서 미얀마 대사·군축 회의 대표로 임명되었다. 그 뒤 스위스 주재 미얀마 대사와 세계 무역 기구(WTO), 화학 무기 금지 기구(OPCW) 상임대표를 겸임했다. 2020년 10월 20일에는 미국 뉴욕에 위치한 유엔 본부 및 기타 국제 기구 주재 미얀마 대사로 임명되었다.

### 2021년 미얀마 쿠데타
2021년 2월에 따머도(미얀마 군부)가 쿠데타로 정권을 장악하고 민주적으로 선출된 민간 정부를 전복시켰다. 초 모 툰은 2021년 2월 26일에 가진 유엔 총회 연설을 통해 군사 정권에 대한 국제적인 규탄 조치를 호소했다. 그는 "군사 쿠데타를 즉시 종식시키고 무고한 국민을 탄압하는 것을 중단하며 국가 권력을 국민에게 돌려주고 민주주의를 회복하기 위해 국제 사회의 가능한 가장 강력한 조치가 더 필요하다."고 말했다. 특히 회의가 진행되는 동안에는 미얀마 군부 독재 정권에 대한 저항의 상징인 세 손가락 경례를 손보여 주목을 받기도 했다.
초 모 툰은 얼마 지나지 않아서 미얀마 군부 독재 정권에 의해 직위에서 해고되었다. 초 모 툰은 공무원들이 추방되거나 투옥되거나 지하로 잠적한 민주적으로 선출된 미얀마 민간 정부를 계속 대표할 의사를 밝혔다. 2021년 3월 1일에는 그는 볼칸 보즈크르 유엔 총회 의장, 안토니우 구테흐스 유엔 사무총장, 앤터니 블링컨 미국 국무부 장관에게 자신이 미얀마의 합법적인 정부를 대표하며 유엔 주재 미얀마 대사로 남아 있다는 내용을 담은 서한을 전달했다. 다음 날 미얀마 군부 독재 정권은 구테흐스 유엔 사무총장에게 보낸 서한에서 자신들의 대리인인 틴 마웅 나잉을 새로운 대표로 임명했다. 경쟁적인 2명의 임명장은 유엔 총회 자격 심사 위원회에 전달되었고 틴 마웅 나잉은 다음 날 사임했다. 미국 정부, 린다 토머스그린필드 유엔 주재 미국 대사는 초 모 툰을 유엔에서의 합법적인 미얀마 정부 대표로 인정했다.
초 모 툰은 2021년 4월 9일에 다시 미얀마 군부 독재 정권을 비난하는 성명을 내고 국제 사회에 미얀마 상공에 대한 개입과 비행금지구역 시행을 촉구했다. 그는 또한 유엔 안전보장이사회의 "행동 부족"을 후회했다.
미얀마 군부 독재 정권은 2021년 3월에는 초 모 툰이 민간 망명 정부인 미얀마 국민통합정부 산하 연방의회 대표위원회로부터 유엔 주재 미얀마 대표 임명을 수락한 것에 대해 "반역죄" 혐의로 기소했다. 태국에서 발행된 《에야와디》 신문은 유엔 주재 대사를 역임한 것 이외에도 위원회가 초 모 툰에게 "미얀마 국민통합정부의 외교 및 외교 업무를 관리할 추가 임무를 부여했으며 사실상 그를 망명 외무장관으로 임명했다."고 보도했다.
2021년 8월에는 미얀마 국민 2명이 초 모 툰 암살 음모에 연루된 혐의로 미국 연방 당국에 체포되어 기소되었다. 두 사람은 태국 출신 무기 판매업자와 공모하여 뉴욕주 웨스트체스터군에 위치한 대사 관저를 공격하여 초 모 툰을 "심각하게 다치게 하거나 살해하려고 한 혐의"로 기소되었다.
2021년 9월에 있을 제76차 유엔 총회를 앞두고 유엔은 미얀마의 합법적인 정부를 인정하는 공식적인 결정을 내릴 것으로 예상되었다. 미국과 중국 간의 막후 타협으로 미얀마 군부 독재 정권 대표들이 회의에 참석하지 못해 초 모 툰을 대체할 결정이 사실상 무산되었다. 2021년 12월에 열린 유엔 총회 자격 심사 위원회는 대사들의 신임장 고려를 연기하여 미얀마 군부 독재 정권이 초 모 툰을 대체하려는 시도를 사실상 거부했다.
유엔 주재 미얀마 대사인 툰은 2022년에 열린 유엔 특별 총회에서 러시아의 우크라이나 침공을 규탄하는 결의 ES-11/1에 대해 찬성 투표를 실시했다. 이 투표는 러시아를 지지하는 미얀마 군부 독재 정권과는 정반대의 입장이었다.

## 개인 생활
초 모 툰은 결혼하여 자녀 2명을 두었다.